# Utterpalmmård
Utterpalmmård eller mampalo (Cynogale bennettii) är den enda arten i släktet Cynogale som tillhör familjen viverrider. Arten är bra anpassad till ett liv i vatten. Djurets levnadsområde ligger i Sydöstasien.
Artepitet i det vetenskapliga namnet hedrar naturforskaren Edward Turner Bennett.

## Utseende
Med sin tjocka kropp och korta svans skiljer sig utterpalmmården från övriga viverrider. Kroppens längd ligger oftast mellan 57 och 68 cm och svansen är 13 till 20 cm lång. Djurets vikt ligger mellan 3 och 5 kg. Nosen är betydligt bredare än hos andra arter inom viverrid-familjen. Pälsens färg är huvudsaklig gråbrun.
Som en anpassning till livet i vatten ligger näsborrarna på trynets översida. Näsborrarna går likt öronöppningarna att sluta vid dykning. Kännetecknande är de kraftiga morrhåren i ansiktet. Bakre extremiteterna har simhud, som emellertid inte är särskilt välutvecklad.

## Utbredning och habitat
Utterpalmmården förekommer på Malackahalvön och på öarna Sumatra, Java och Borneo. Möjligtvis finns ytterligare en population i norra Vietnam och södra Kina. Men av denna population finns bara obekräftade iakttagelser och ett enda fynd som skedde 1926 i Nordvietnam. Vissa forskare antar att denna population är en egen art, Cynogale lowei.
Utterpalmmårdens habitat är strandlinjer av floder och träskområden i tropiska regnskogar.

## Levnadssätt
Utterpalmmården utmärker sig särskilt som simmare, men rör sig lika ofta på land och har därtill en god förmåga att klättra i träd. På grund av att de huvudsakligen är aktiva på natten vet man inte så mycket om artens sociala handlingsmönster.
Deras föda består till största del av fiskar, musslor och kräftor, men även av möss och fåglar. Det finns berättelser om att utterpalmmården ligger som en krokodil i vatten med bara nosen ovanpå vattenytan. Detta beteende betvivlas dock av de flesta zoologer. Som många andra viverrider äter djuret ibland frukter.
Hur fortplantningen sker är nästan okänt. Det uppskattas att en kull omfattar två till tre ungar.

## Hot
Hotet mot utterpalmmården utgörs av förstörelse av dess levnadsområde genom skogsröjning. Troligen hamnar några individer i fällor som egentligen är avsedd för andra djur. IUCN uppskattar att hela beståndet minskade med 20 procent under de gångna 10 åren (räknad från 2015) och listar arten som starkt hotad (EN).